# Trolltjärnen (Gällivare socken, Lappland)
Trolltjärnen är en sjö i Gällivare kommun i Lappland och ingår i Kalixälvens huvudavrinningsområde. Trolltjärnen ligger i Torne och Kalix älvsystem Natura 2000-område.